# João Alberto Lins de Barros
João Alberto Lins de Barros (Recife, 16 de julio de 1897 — Río de Janeiro, 26 de enero de 1955) fue un militar y político brasileño. Fue interventor federal del estado de São Paulo desde el 26 de noviembre de 1930 hasta el 25 de julio de 1931.
Además de haber participado en la Revuelta Paulista de 1924 y de la Columna Prestes, es más conocido por haber sido el interventor federal del estado de São Paulo durante la Era Vargas. Su nombramiento fue una de las causas de la Revolución Constitucionalista de 1932 que enfrentó a los paulistas con el gobierno federal.  

## Biografía
Nació en Recife, capital de Pernambuco, el 16 de junio de 1897 hijo de  Joaquim Cavalcanti Leal de Barros con su esposa Maria Carmelita Lins de Barros. Curso sus estudios primarios en la Escuela Dona Amália del barrio de Caxangá en su natal Recife. Fue expulsado y continuó sus estudios con su padre. Luego asistió al Gimnasio de Pernambuco y, a los 15 años, se matriculó en la Escuela Politécnica de Recife donde se graduó de ingeniero geógrafo.
En 1918, se alistó como soldado raso en el Cuadro Suplementario del Ejército y, a partir de entonces, hizo una larga carrera en el ejército brasileño, siendo ascendido a sargento y, más tarde, a teniente. Participó en la Revuelta Paulista de 1924 y en la Columna Prestes antes de ser nombrado Interventor Federal en el Estado de São Paulo por Getúlio Vargas en 1930.
Además de militar y político, João Alberto fue presidente de la empresa de aviación Transcontinental, director general de Rádio Mayrink Veiga, fundador y presidente del Centro Brasileño de Investigaciones Físicas y participó en la creación de la Fundación Getulio Vargas. En el campo artístico, fue pionero del cómic, así como músico y compositor, tocando instrumentos como el sitar, el piano y el violonchelo. Presidió la Orquesta Sinfónica Brasileña y fue autor de piezas, entre ellas el "Himno al Brasil Central". También fundó el Club de Carnaval Bola Preta con otros colegas.
Se casó con Cândida Fortes en 1923 y juntos tuvieron un hijo llamado Cláudio Lins de Barros y también una hija.Murió el 26 de enero de 1955 en Río de Janeiro, dejando inconcluso el segundo volumen de su libro Memorias de un revolucionario. La primera parte, titulada A marcha da coluna, fue publicada en 1954, también como historieta.